# Batman and Robin (серия комиксов)
Batman and Robin (с англ. — «Бэтмен и Робин») — серия комиксов, которую в 2009—2015 годах издавала компания DC Comics. История повествует о приключениях Дэмиена Уэйна (Робина) с Бэтменом.

## Коллекционные издания
| Название                                                        | Собранный материал | Кол-во страниц | ISBN           | Выход        |
| --------------------------------------------------------------- | --- | -------------- | -------------- | ------------ |
| Batman and Robin Vol. 1: Batman Reborn                          | Batman and Robin (vol. 1) #1-6 | 160            | 1-4012-2566-7  | апрель 2010  |
| Batman and Robin Vol. 2: Batman vs. Robin                       | Batman and Robin (vol. 1) #7-12 | 160            | 1-4012-2833-X  | ноябрь 2010  |
| Batman and Robin Vol. 3: Batman and Robin Must Die!             | Batman and Robin (vol. 1) #13-16; Batman: The Return #1 | 168            | 1-4012-3091-1  | май 2011     |
| Batman and Robin Vol. 4: Dark Knight vs. White Knight           | Batman and Robin (vol. 1) #17-25 | 208            | 1-4012-3373-2  | январь 2012  |
| Absolute Batman and Robin: Batman Reborn                        | Batman and Robin (vol. 1) #1-16, Batman: The Return #1 | 488            |                | ноябрь 2012  |
| Batman and Robin Vol. 1: Born to Kill                           | Batman and Robin (vol. 2) #1-8 | 192            | 1-4012-3487-9  | июль 2012    |
| Batman and Robin Vol. 2: Pearl                                  | Batman and Robin (vol. 2) #0, #9-14 | 160            | 978-1401242671 | июнь 2013    |
| Batman and Robin Vol. 3: Death of the Family                    | Batman and Robin (vol. 2) #15-17, Batman (vol. 2) #17, Batman and Robin Annual #1 | 144            | 978-1401242688 | ноябрь 2013  |
| Batman and Robin Vol. 4: Requiem for Damian                     | Batman and Robin (vol. 2) #18-23 | 144            | 978-1401246181 | июнь 2014    |
| Batman and Robin Vol. 5: The Big Burn                           | Batman and Robin (vol. 2) #24-28, Batman and Robin Annual #2 | 176            | 978-1401250591 | декабрь 2014 |
| Batman and Robin Vol. 6: The Hunt for Robin                     | Batman and Robin (vol. 2) #29-34, Robin Rises: Omega #1 | 256            | 978-1401253349 | июнь 2015    |
| Batman and Robin Vol. 7: Robin Rises                            | Batman and Robin (vol. 2) #35-40, Robin Rises: Alpha #1, Batman and Robin Annual #3 | 240            | 978-1401256777 | ноябрь 2015  |
| Batman and Robin by Peter J. Tomasi and Patrick Gleason Omnibus | Batman and Robin (vol. 1) #20-22, Batman and Robin (vol. 2) #0-40, #23.1, Batman and Robin Annual #1-3, Robin Rises: Omega #1, Robin Rises: Alpha #1, Secret Origins #4, Detective Comics (vol. 2) #27 | 1248           | 978-1401276836 | ноябрь 2017  |

### Другое
- Batman: Night of the Owls (Batman and Robin (vol. 2) #9)
- The Joker: Death of the Family (Batman and Robin (vol. 2) #15-16)

## Отзывы

### Первый том
На сайте Comic Book Roundup первый том имеет оценку 7,2 из 10 на основе 252 рецензий. Джесс Шедин из IGN поставил первому выпуску 7,8 балла из 10 и написал, что это было «невероятно весёлое начало». Бенджамин Бёрди из Comic Book Resources дал дебюту 4,5 звезды и отметил, что «Моррисон и Квайтли заложили захватывающую и воодушевляющую основу, которой каждый сможет легко следовать». Его коллега Чад Неветт считал, что первый выпуск превзошёл ожидания.

### Второй том
На сайте Comic Book Roundup второй том имеет оценку 7,8 из 10 на основе 689 рецензий. Джошуа Йел из IGN поставил первому выпуску 8 баллов из 10 и отметил, что тон комикса поменялся по сравнению с первым томом. Келли Томпсон из Comic Book Resources, обозревая первый выпуск второго тома, похвалила художников.